# Campeonato Sul-Americano de Ginástica Rítmica de 2023
O Campeonato Sul-Americano de Ginástica Rítmica de 2023 foi realizado em Barranquilla, na Colômbia, de 13 a 15 de outubro de 2023. A competição foi organizada pela Federação Colombiana de Ginástica e aprovada pela Federação Internacional de Ginástica. Pela primeira vez, o evento conta com duas categorias distintas: Elite e A. Ambas as categorias são abertas a ginastas seniores independentemente dos resultados internacionais anteriores.

## Medalhistas

### Sênior Elite
| Evento                     | Ouro | Prata                                                              | Bronze                                                  |
| -------------------------- | --- | ------------------------------------------------------------------ | ------------------------------------------------------- |
| Equipes                    | Brasil · Maria Eduarda Alexandre · Ana Luísa Neiva · Thainá Ramos                                                                        | Argentina · Celeste D'Arcángelo · Martina Gil · Agostina Vargas Re | Colômbia · Lina Dussan · Vanessa Galindo · Oriana Viñas |
| Individual geral           | Maria Eduarda Alexandre (BRA) | Celeste D'Arcángelo (ARG)                                          | Ana Luísa Neiva (BRA)                                   |
| Arco                       | Celeste D'Arcángelo (ARG) | Ana Luísa Neiva (BRA)                                              | Lina Dussan (COL)                                       |
| Bola                       | Celeste D'Arcángelo (ARG) | Lina Dussan (COL)                                                  | Ana Luísa Neiva (BRA)                                   |
| Maças                      | Maria Eduarda Alexandre (BRA) | Celeste D'Arcángelo (ARG)                                          | Lina Dussan (COL)                                       |
| Fita                       | Maria Eduarda Alexandre (BRA) | Lina Dussan (COL)                                                  | Ana Luísa Neiva (BRA)                                   |
| Grupo geral                | Brasil · Victória Borges · Julia Kurunczi · Mariana Vitória Gonçalves · Gabriella Coradine · Maria Flavía Britto · Maria Fernanda Moraes | Chile                                                              | Argentina                                               |
| Grupo 5 arcos              | Brasil · Victória Borges · Julia Kurunczi · Mariana Vitória Gonçalves · Gabriella Coradine · Maria Flavía Britto · Maria Fernanda Moraes | Chile                                                              | Argentina                                               |
| Grupo 3 fitas + 2 bolas    | Brasil · Victória Borges · Julia Kurunczi · Mariana Vitória Gonçalves · Gabriella Coradine · Maria Flavía Britto · Maria Fernanda Moraes | Argentina                                                          | Colômbia                                                |
| Campeãs gerais por equipes | Brasil | Argentina                                                          | Colômbia                                                |

### Senior A
| Event                      | Ouro                                                     | Prata                                                       | Bronze                                                                         |
| -------------------------- | -------------------------------------------------------- | ----------------------------------------------------------- | ------------------------------------------------------------------------------ |
| Equipes                    | Brasil · Júlia Castro · Emanuelle Felberk · Samara Sibin | Colômbia · Manuela Gallego · Helena Londoño · Olivia Medina | Argentina · Camila Adoue · Martina Espejo · Lara Granero · Valentina Soza Lami |
| Individual geral           | Samara Sibin (BRA)                                       | Emanuelle Felberk (BRA)                                     | Gloriana Sánchez (CRC)                                                         |
| Arco                       | Samara Sibin (BRA)                                       | Manuela Gallego (COL)                                       | Emanuelle Felberk (BRA)                                                        |
| Bola                       | Samara Sibin (BRA)                                       | Sofia Delgado (CHI)                                         | Olivia Medina (COL)                                                            |
| Maças                      | Lara Granero (ARG)                                       | Gloriana Sánchez (CRC)                                      | Samara Sibin (BRA)                                                             |
| Fita                       | Emanuelle Felberk (BRA)                                  | Manuela Gallego (COL)                                       | Olivia Medina (COL)                                                            |
| Grupo geral                | Argentina                                                | Colômbia                                                    | —                                                                              |
| Grupo 5 arcos              | Colômbia                                                 | Argentina                                                   | —                                                                              |
| Grupo 3 fitas + 2 bolas    | Argentina                                                | Colômbia                                                    | —                                                                              |
| Campeãs gerais por equipes | Colômbia                                                 | Argentina                                                   | —                                                                              |

## Quadro de medalhas
| Pos.               | País               | Ouro | Prata | Bronze | Total |
| ------------------ | ------------------ | ---- | ----- | ------ | ----- |
| 1                  | Brasil             | 13   | 2     | 5      | 20    |
| 2                  | Argentina          | 5    | 7     | 3      | 15    |
| 3                  | Colômbia           | 2    | 7     | 7      | 16    |
| 4                  | Chile              | 0    | 3     | 0      | 3     |
| 5                  | Costa Rica         | 0    | 1     | 1      | 2     |
| Total (5 entradas) | Total (5 entradas) | 20   | 20    | 16     | 56    |

## Nações participantes
- Argentina
- Aruba
- Bolívia
- Brasil
- Chile
- Colômbia
- Costa Rica (convidada pela Consugi)
- Peru
- Venezuela